# Joseph Petavel
Joseph Ernest Petavel, född den 14 augusti 1873 i London, död den 31 mars 1936 på Bushy House i Teddington, London, var en brittisk fysiker.

## Biografi

### Ungdom
Joseph Petavels far, Emmanuel Petavel, var en schweizisk teolog från Neuchâtel, som flyttade till London 1863, gifte sig med Susanna Olliff 1867 och tillsammans fick de tre barn Paul, Sophie och Joseph. 1876 lämnade familjen England och flyttade till Genève och senare till Lausanne, där J.E. Petavel fick sin första undervisning och 1890-1891 sändes han till Tübinger Hochschule, för att 1891 börja vid gymnasiet i Lausanne där han studerade högre matematik, fysik, kemi, geologi och geodesi. Han fortsatte sina studier i Genève, där han klarade "maturité-examen" 1892, varefter han återvände till Lausanne för ytterligare ett år.

### London
I september 1893 flyttade Petavel tillbaka till London, som han lämnat som treåring, där han studerade teknisk mekanik (under Thomas Hudson Beare) och ellära (under John Ambrose Fleming) vid University College i tre år, och 1896 fick han ett stipendium till Institution of Electrical Engineers där han, tillsammans med Fleming, publicerade sin första artikel An Analytical Study of the Alternating Current Arc 1896. Denna artikel imponerade så på den naturvetenskapliga fakulteten vid University College att de samma år tilldelade honom ett stipendium på 150 pund, vilket förnyades de två följande åren. Denna tid ägnade han vid Royal Institution, där han inledningsvis konstruerade apparatur åt James Dewar och Fleming, men då Davy Faraday Laboratory öppnades i slutet av 1896, blev han den 1 januari 1897 den förste som arbetade vid detta laboratorium och året efter utsågs han till "hedersassistent" ("honorary assistant") vid detsamma. Här arbetade han med avgivande av värme från en upphettad platinaplatta och gjorde undersökningar för en ny ljusstandard, vilka förebådade den definition av ljusstyrkeenheten candela som antogs 1946 (som "new candela", "new" ströks 1948) och använde sig av svartkroppsstrålningen vid temperaturen för platinas stelnande (via Jules Violles förslag om ljusstyrkan avgiven från 1 cm2 platina vid denna temperatur). Under slutet av sin tid vid Royal Institution påbörjade han även studier av det tryck som uppstår vid gasexplosioner och gav en preliminär rapport till British Association i september 1900.

### Manchester
I början av 1901 började han arbeta vid Arthur Schusters nyupprättade fysiklaboratorium vid University of Manchester 
(då Victoria University) och här fortsatte han sitt arbete med gasexplosioner. Den tryckmätare han härvid utvecklade kom att kallas "Petavelmanometer" och denna använde han (tillsammans med Charles Herbert Lees) för att undersöka det tryck som åstadkoms av kordit. Petavel utvecklade också en hydraulisk högryckspump som kunde upprätthålla tryck på 2000 atö och samarbetade med Robert Salmon Hutton, som föreläste i elektrometallurgi, och tillsammans utvecklade de högtrycksugnar.
Världsutställningen 1904
Under 1904-1905 var Petavel borta från Manchester i ett år, då han utsetts till att förestå den vetenskapliga avdelningen,  som var inriktad på låga temperaturer och "flytande gaser", av Storbritanniens bidrag till Världsutställningen i Saint Louis, som öppnade den 30 april 1904. Här framställdes flytande luft och flytande väte (mer av det senare på en månad än vad dittills producerats i världen fram till dess) och Petavel höll 80 föreläsningar med demonstrationer över brittiska pionjärers (som Michael Faraday) och andras (som hans egna) bidrag beträffande de fysikaliska och kemiska egenskaperna hos ämnen vid låga temperaturer. Denna utställningsdel tilldelades ett "Grand Prize" och Petavel själv fick en silvermedalj. När utsällningen var över den 1 december fortsatte han resan via Japan, Kina och Indien och var tillbaka i Manchester först i april 2005.

Petavel var sedan 1906 föreläsare i mekanik och meteorologi samt demonstrator i fysik vid Victoria University of Manchester. 1908 promoverades han för sitt utförda forskningsarbete och tillträdde samma år professorsstolen i ingenjörsvetenskap efter Osborne Reynolds samt utsågs till direktör för Whitworth Engineering Laboratories (från 1912 kallade John Hopkinson Engineering Laboratories).

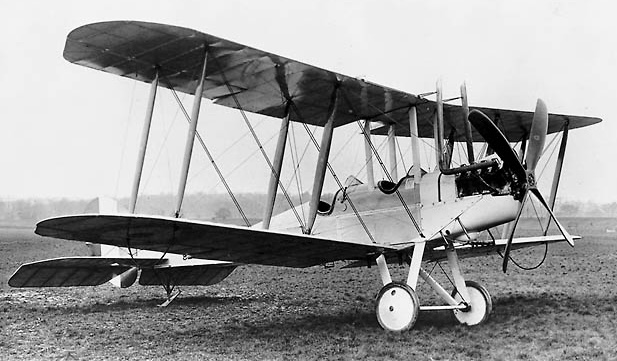
RAF B.E.2.

Genom arbetet vid drak- och ballongstationen vid Glossop (för studier inom meteorologi och den övre atmosfären sände man upp drakar och ballonger med instrument)) som stod under Petavels ledning och efter att själv ha företagit en ballonguppstigning blev han intresserarad av flygning och 1909 utsågs han till medlem av den nybildade Advisory Committee on Aeronautics (ACA). Han började också själv flyga, men råkade ut för en olycka och skadades allvarligt när han blev påkörd på landningsbanan av ett plan som just landat (och hamnade på sjukhus - men han rymde dock från sjukhuset, knuffade igång bilen, eftersom han inte kunde hantera startveven, och körde hem till Manchester - till slut genomled han ändå de nödvändiga operationerna). Han avskräcktes dock inte från att flyga och åkte bland annat upp med Geoffrey de Havilland och testflög Royal Aircraft Factory B.E.2, det första plan som designats med "inbyggd stabilitet" och föregångare till de plan som kom att användas under första världskriget. Petavel ansågs som en auktoritet på aerodynamikens område och han utsågs till ordförande för ACA:s aerodynamiska underavdelning 1917, en post han höll till 1925, och fram till sin död var han vice ordförande för ACA.

### National Physical Laboratory

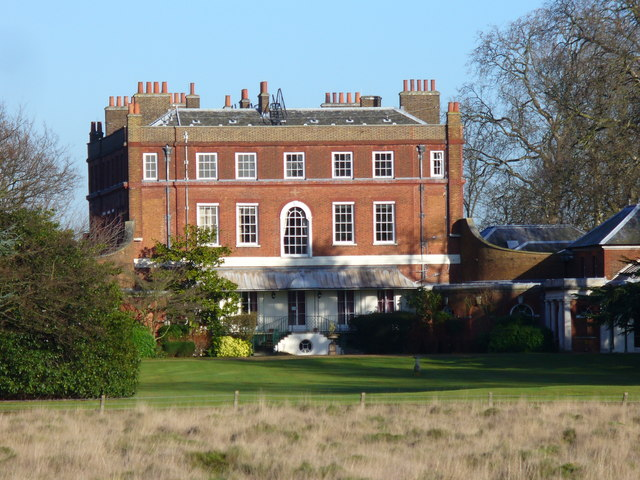
Bushy House.

Petavel hade suttit i styrelsen för National Physical Laboratory (NPL) sedan 1911 och, då dess direktör Richard Glazebrook gick i pension 1919, utsågs Petavel till efterträdare för denne och installerade sig 1920 på Bushy House i Teddington i sydvästra London. Kriget hade dock satt sina spår på NPL och det gick snart upp för Petavel att han fick ge upp sin egen forskning och ägna krafterna åt att återupprätta laborotoriet istället (han fortsatte dock att ge stöd och råd till pågående forskning). Under hans tid som direktör förubblades laboratoriearealen, bland nya byggnader märks: en byggnad för högspänningsförsök, en för akustik, en för fotometri och en för en högtrycksvindtunnel, samt ytterligare en tank för försök med skeppsmodeller. Dessutom ökades personalen vid laboratoriet med över femtio procent under denna tid. En stor del av hans tid gick också åt till alla de olika kommittéer han satt i.
Petavel satt kvar på direktörsposten för NPL till sin död 1936. Han efterträddes av Lawrence Bragg 1937 (efter att Frank Edward Smith, sekreterare vid Department of Scientific and Industrial Research, fungerat som direktör interimt).

### Personligt
Petavel gifte sig aldrig.

## Utmärkelser
Petavel valdes in som Fellow av Royal Society 1907.
1920 adlades han till Knight Commander of the Most Excellent Order of the British Empire för sitt arbete som ordförande i ACA:s underavdelning för aerodynamik.